# Jaak Madison
Jaak Madison (ur. 22 kwietnia 1991 w Kaalepi) – estoński polityk i samorządowiec, poseł do Riigikogu, deputowany do Parlamentu Europejskiego IX i X kadencji.

## Życiorys
Od 2009 pracował w estońskich liniach promowych Tallink. W 2011 ukończył szkołę usługową w zawodzie kelnera, później studiował politologię na Uniwersytecie Tallińskim, stosunki międzynarodowe na prywatnej uczelni Euroakadeemia i zarządzanie przedsiębiorstwem na Uniwersytecie Technicznym w Tallinnie. W 2023 został absolwentem prawa na Uniwersytecie w Tartu.
Dołączył do Estońskiej Konserwatywnej Partii Ludowej, został wiceprzewodniczącym tego ugrupowania. W latach 2013–2015 był radnym gminy Albu, a w 2017 został radnym miejskim w Viljandi. W wyborach parlamentarnych w 2015 po raz pierwszy uzyskał mandat posła do Riigikogu. Wkrótce po wyborach wzbudził kontrowersje, gdy ujawniono jego wpis na blogu z 2012, w którym pozytywnie wypowiadał się o ekonomicznych aspektach nazistowskich Niemiec. W 2015 został ukarany grzywną za wykroczenie sprzedaży znalezionego telefonu, którego nie przekazał do działu rzeczy znalezionych swojego pracodawcy.
W 2019 z powodzeniem ubiegał się o poselską reelekcję. Następnie w tym samym roku został wybrany na deputowanego do Parlamentu Europejskiego IX kadencji. W 2023 ponownie uzyskał mandat poselski do estońskiego parlamentu (jednak zrezygnował z jego objęcia). W 2024 został wybrany do Europarlamentu X kadencji; wkrótce po wyborach opuścił EKRE. W tym samym roku przystąpił następnie do Estońskiej Partii Centrum.